# 요시하라 유카리
요시하라 유카리(吉原由香里, よしはら ゆかり 결혼전 실명은 우메자와 유카리(梅沢 由香里)、うめざわ ゆかり、1973년 10월 4일 ~ 일본 도쿄도)은 일본기원 소속의 여자 바둑기사이다. 故 가토 마사오 9단의 문하생이다.

## 생애 및 바둑 입문과 사생활
- 1973년 10월 4일 일본 도쿄도 다치카와시 출생
- 공립 여자제2중학교・고등학교(共立女子第二中学校・高等学校) 졸업 위치: 도쿄도 하치오지시
- 게이오기주쿠 대학 환경정보학부 졸업

### 바둑 입문
바둑과의 만남은 6세 때인 6월 초등학생 시절부터 미소녀 기사로 주목을 받았고 이 후 전일본 여류 아마추어 바둑 선수권대회에서 8위를 기록하고 故 가토 마사오 9단의 문하생으로 일본기원의 원생으로 입단했다. 그러다가 22세의 나이로 프로에 입문한 뒤 NHK배 사회를 2년간 맡아 눈길을 끌었다. 2002년 여류 최강전에서의 준우승, 2003년에는 이 해의 마지막 개최가 된 여류학성전에서 준우승과 타이틀에 손이 닿을 듯 하면서도, 2007년에는 여류기성(女流棋聖)의 타이틀을 획득했다(이후 3연패). 2007년 7월의 시점에서는 여류기사 중에서 대 남성의 승률이 1위(116승 98패, 승률.542). 남성기사를 이기고 있는 여류기사 3명중의 한 사람이었다. 2011년 4월 1일부터, 기사명을, 혼인 후의 본명인 "요시하라 유카리(吉原由香里)"로 변경했다.

### 사생활
요시하라 6단은 2002년에 당시에 5살 연하였던 J리그 가와사키 프론탈레에서 축구선수(골키퍼)로 뛰었던 요시하라 신야 선수와 결혼을 했다. 그 후 2010년 10월 4일 임신중이라고 하는 것을 자신의 블로그로 공표했고 이것에 수반해, 같은해 11월 개최의 중국 광저우시에서 열린 광저우 아시안게임에 일본팀에 불참을 했다. 2011년 2월 10일, 출산 휴가 (산휴)하고 마지막 출전했던 제37기 명인전 예선 C조에서 이노우에 쿠니오 8단에 백번 중 승리를 했고 같은 해 3월에 제1자(큰아들)를 출산해 득남했다.

## 경력
- 1985년 12살 전일본 여류 아마추어 바둑 선수권 대회 8위
- 1987년 故 가토 마사오 9단에 의해 입문, 2월에 일본기원 원생
- 1993년 8월 전일본 학생 본인방전(全日本学生本因坊戦) 3위
- 1994년 5월 전일본 아마추어 본인방전 도쿄도 대회 우승(여성으로 첫 우승)
- 1994년 11일 제5회국제바둑아마추어바둑선수권대회에서 사카이 히데유키와의 페어에서 우승
- 1995년 3월 전일본 여류 아마추어 바둑 선수권 대회 3위
- 1995년 12월 여류기사 특채시험(프로시험) 합격
- 1996년 3월 게이오기주쿠 대학 환경정보학부 졸업
- 1996년 4월 입단, 초단
- 1998년 7월 2단
- 1999년 8월 3단
  - 일본 소방청의 위험물 안전주간(6월 둘째주) 캠페인 포스터 "위험물 한수 앞 읽기" 확실한 점검'에 기용된다.
- 2000년 6월 4단
- 2002년 1월 前 축구선수인 요시하라 신야와 결혼
- 2002년 9월 5단
- 2002년 제4기 여류최강전 준우승
- 2003년 제24기 여류학성전 준우승
- 2004년 제22회 TV 바둑 프로그램 제작자회상 수상
- 2005년 5월 국제바둑연맹 이사 취임
- 2007년 2월 제10기 일본 여류기성전 우승 첫 타이틀 획득, (2-1, 상대 만나미 카나)
- 2007년 4월 도호대학 정보과학과 객원교수
- 2008년 2월 제11기 일본 여류기성전 우승, 2연패(2-0, 상대 무카이 치아키)
- 2009년 2월 제12기 일본 여류기성전 우승, 3연패(2-0, 상대 가토 케이코)
- 2009년 6월 24일 "우메자와 유카리류 스즈키 바둑 강좌"가 개설.
- 2010년 1월 여류기성전 준우승(0-2, 상대 셰이민),페어 바둑 선수권대회 우승(다카오 신지와 호흡)
- 2010년 4월 14일 - 7월 14일 게이오기주쿠 대학 종합정책학부와 환경정보학부 비상근 강사(바둑 담당)
- 2010년 7월 제29기 여류본인방전 도전자 결정전 진출
- 2011년 3월 아들 (장남) 출산
- 2011년 4월 기사명을 혼인 후의 본명인 요시하라 유카리(吉原由香理)로
- 2011년 12월 제15기 일본 여류기성전 도전자 결정전 진출
- 2013년 2월 26일 승수규정에 의해 6단 승단
- 2016년 2월 제19기 일본 여류기성전 준우승(0-2, 상대 셰이민)